# ویلیام ترنر
جوزف مالورد ویلیام تِرنِر (به انگلیسی: Joseph Mallord William Turner) که امروز بیشتر با حروف آغازین نامش جِی. اِم. دابلیو. ترنر شناخته می‌شود (زاده ۲۳ آوریل ۱۷۷۵ - درگذشته ۱۹ دسامبر ۱۸۵۱) یک منظره‌پرداز رمانتیک بریتانیایی بود که علاوه بر نقاشی در زمینهٔ چاپ نیز فعالیت داشت. ترنر در زمان حیات خود چهره‌ای جدل‌برانگیز محسوب می‌شد، اما اکنون از او به‌عنوان هنرمندی یاد می‌شود که نقاشی منظره را به درجه‌ای ترفیع داده‌است تا رقیبی برای نقاشی تاریخی باشد.
اگرچه ویلیام ترنر بیشتر به‌خاطر منظره‌های رنگ روغن خود مشهور است اما وی همچنین از بزرگ‌ترین استادان نقاشی منظره آبرنگ بریتانیا می‌باشد. او به «نقاش نور» شهرت یافته‌است و آثارش سرآغازی رمانتیک برای دریافتگری بود.

## زندگی

### سال‌های آغازین زندگی
ویلیام ترنر در حدود ۲۳ آوریل ۱۷۷۵ در ناحیه میدن لین (Maiden Lane) شهر لندن، در نزدیکی کاونت گاردن متولد شد. بی شک تعیین دقیق تاریخ تولد ترنر دشوار است، زیرا در خطابه‌ای که در سال ۱۸۵۳، دو سال پس از مرگش، به وسیله جان راسکین دوست و ستایشگر دیرین وی ایراد شد، راسکین نتوانست دقیقاً بگوید که ترنر در زمان مرگ خود چند سال داشت چون یادداشت‌های مربوط به تولد او در یک آتش‌سوزی از میان رفته بود. پدر او ویلیام ترنر (۱۷۳۸–۷ اوت ۱۸۲۹) که اهل دیون شایر بود، آرایشگر بود و مادر وی ماری مارشال از یک خانوادهٔ قصاب بود. او یک خواهر جوان تر نیز داشت که در سال ۱۷۸۳ در سن ۴ سالگی درگذشت.

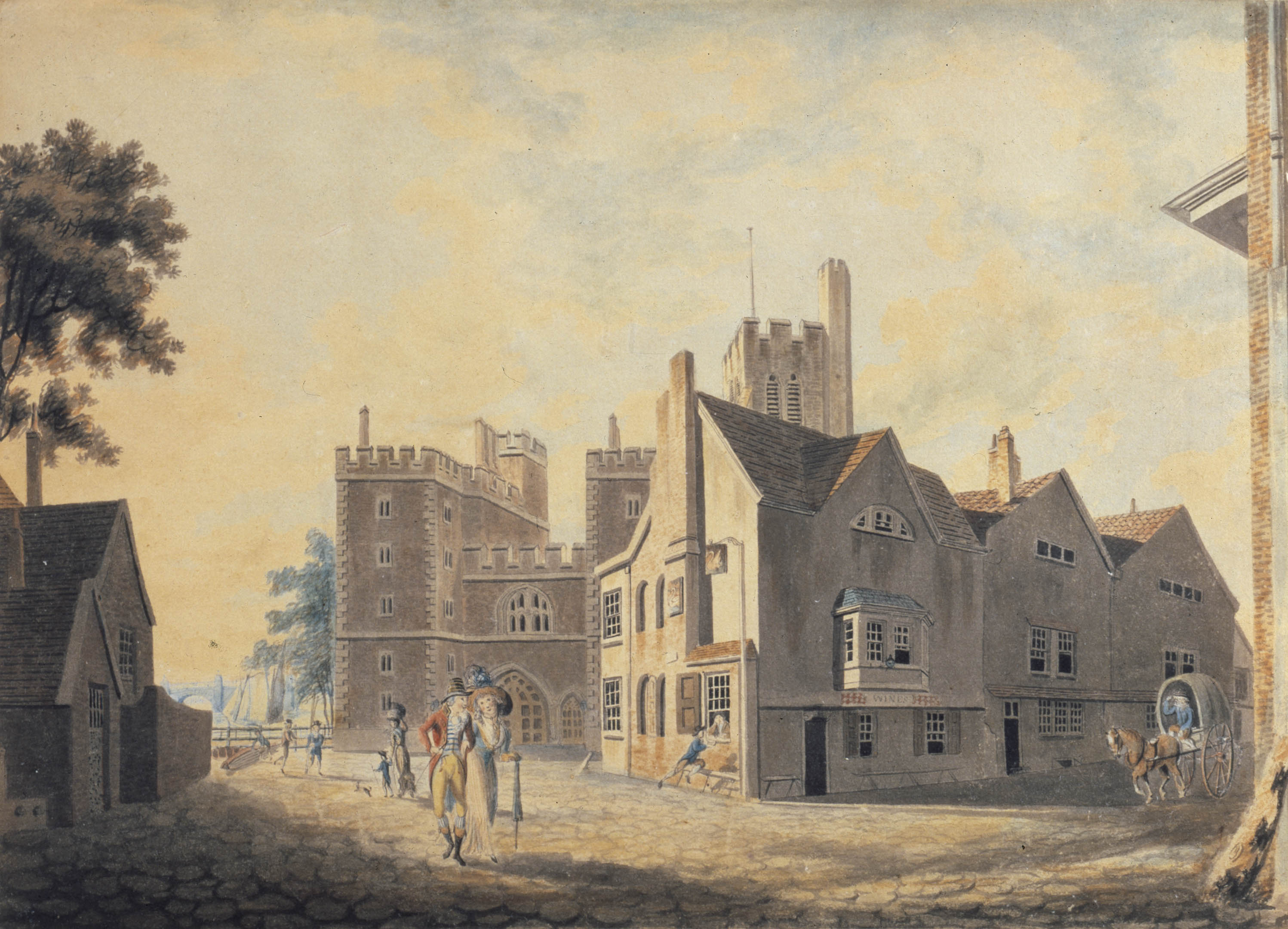
طراحی از کاخ آرکبیشاپ.

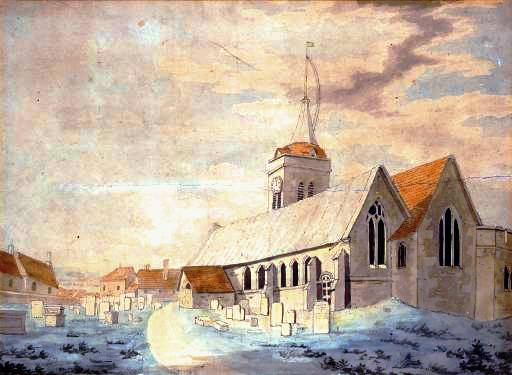
کلیسای سنت جرج، ۱۷۸۶.

در سال ۱۷۸۵ ترنر جوان به خانهٔ دایی اش «جوزف مالورد ویلیام مارشال» در برنتفورد که یک شهر کوچک در غرب لندن در کنار رود تیم بود فرستاده شد. از دوران اقامت او در برنتفورد یک سری کپی‌هایی از کلیشه‌های حکاکی شده هنری باول از منظره‌های بی نظیر آثار باستانی در انگلستان وجود دارند. نخستین طراحی‌های باقی‌مانده از او در سال ۱۷۸۷، یعنی زمانی را بر خود دارند که او حدوداً دوازده ساله بود. این طراحی‌ها کپی‌هایی از آثار چاپی هنرمندان مختلف، نظیر گراوور «منظرهٔ نورث وست» است که موضوع نخستین آبرنگ ترنر گردید، می‌باشند. این طراحی‌های اولیه در عین هشیارانه بودن شان، خام هستند، اما او به مدد تمرین مداوم به سرعت پیشرفت می‌کرد و حتی در ازاء طراحی‌هایش مبلغ مختصری از خریداران می‌گرفت. در سال ۱۷۸۹ ترنر همراه با عمویش که تازه از سانینگول آکسفورد بازنشسته شده بود زندگی می‌کرد. تمام طراحی‌های ترنر از آن زمان در یک کتاب طراحی به خوبی طراحی‌های آبرنگ آکسفورد باقی‌مانده‌اند. استفادهٔ او از مداد در پیش طرح‌های اولیه آثار رنگ روغن اش پایه‌های روش اصلی ترنر در نقاشی را برای تمام دوران زندگی اش شکل داد.
بسیاری از طرح‌های اولیه ترنر مطالعات او در زمینهٔ معماری و تمرین‌های پرسپکتیو می‌باشند و این نشان می‌دهد که ترنر جوان در کنار چندین معمار که توماس هاردویک، جیمز ویات، جوزف بونومی بزرگ شامل آن‌ها می‌شوند کار می‌کرده‌است. در اواخر ۱۷۸۹ ترنر همچنین به مطالعه در رابطه با نقشه‌های توپوگرافی توماس مالتون، کسی که ترنر او را استاد خود می‌خواند، پرداخت. او در همین سال وارد رویال آکادمی شد در حالی که تنها ۱۴ سال داشت و یک سال بعد در آکادمی پذیرفته شد. در آغاز او علاقهٔ زیادی به معماری نشان می‌داد اما به توصیهٔ توماس هاردویک نقاشی را دنبال کرد. اثر طراحی او با نام «لمبث، کاخ اسقف اعظم» تنها بعد از یک سال حضور در آکادمی برای نمایش تابستانه پذیرفته شد. او از آن سال به بعد هر سال در نمایشگاه آکادمی حضور داشت ترنر در سال ۱۷۹۶ اولین اثر رنگ روغن خود را با نام «ماهی‌گیران در دریا» در آکادمی به نمایش گذاشت.
صحنه‌ای همراه با مهتاب شبانه و تصویر قایق‌ها با کنتراست خطی ناشی از نور سرد ماه و درخشش نور فانوس ماهی‌گیران.
این تابلو منظره‌ای مهتابی از نیدلز پوینت، صخره‌های عجیب خلیج آلوم در جزیره وایت، است. این مکان که ترنر سال‌ها قبل در آنجا اقامت کرده بود، به خاطر صخره‌های شنی رنگین خود مشهور است. ویلتون در رابطه با این تصویر می‌گوید: 
«این خلاصه‌ای است به دست هنرمند قرن هجدهم از هر آنچه که در دریا وجود دارد»
 و نشان دهندهٔ تأثیری قوی است که هنرمند از هنرمندانی چون اوراس ورنه، فیلیپ جیمز دو لوتربرگ و ویلیام ون دو ولد جوان تر گرفته‌است. این اثر مورد ستایش منتقدین معاصر او و نشان دهندهٔ شهرت او هم به عنوان نقش رنگ روغن و هم به عنوان نقاش صحنه‌های دریایی می‌باشد.

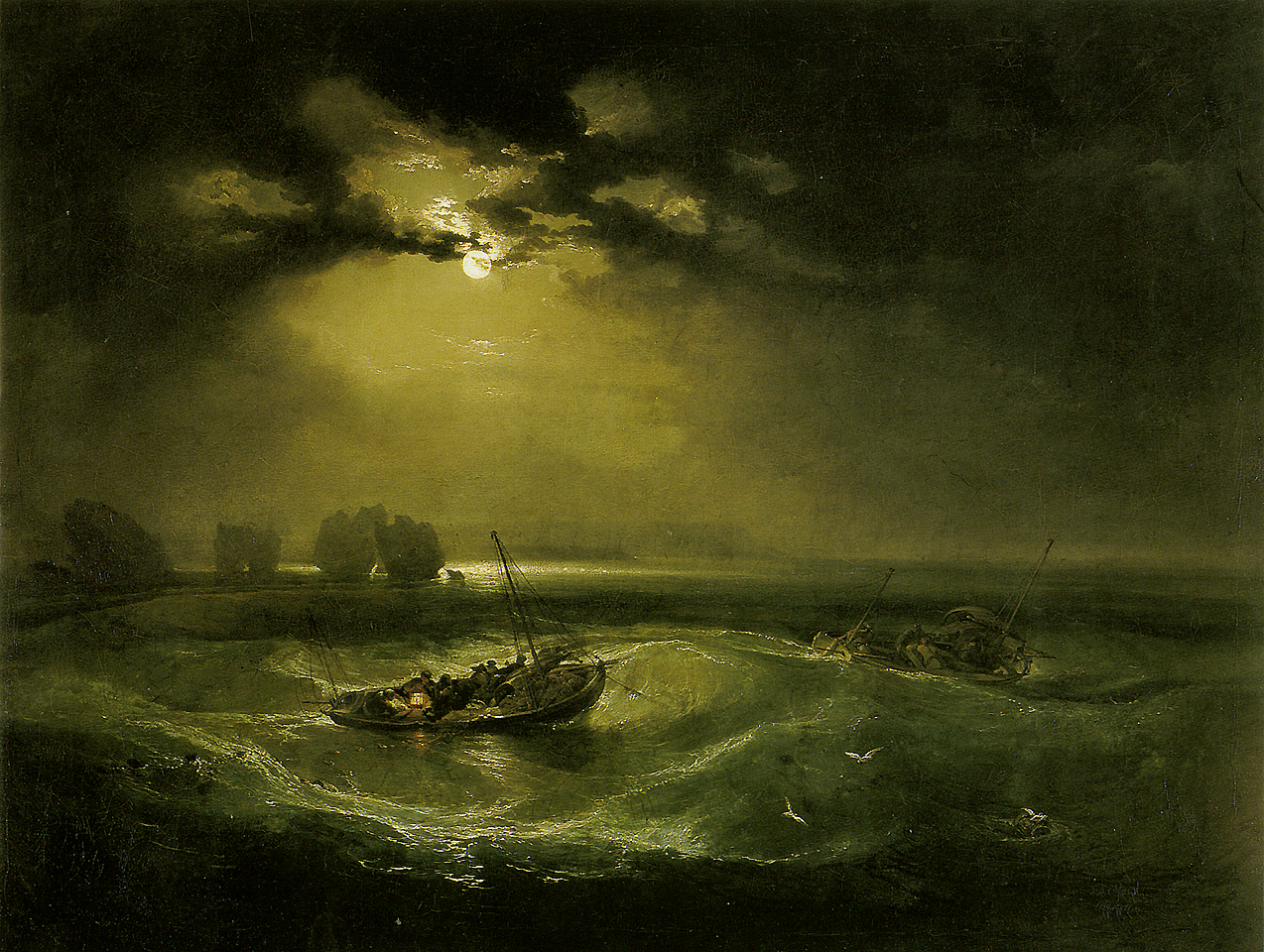
ماهی‌گیران در دریا، ۱۷۹۶.

### سفر در اروپا
ترنر سفرهای بسیاری به اروپا داشت. او در سال ۱۸۰۲ با سفر به فرانسه و سوئیس شروع کرد. او مدتی در پاریس اقامت داشت و از موزه لوور که ناپلئون غنائم هنری به دست آمده از ایتالیا را در آنجا گذاشته بود، دیدن کرد. او از آثار تی سین تعداد زیادی اسکیس و آبرنگ تهیه کرد. دفترچه طراحی لوور او ضمناً شامل یادداشت‌های بسیاری دربارهٔ این نقاشان، و همچنین تحلیلی از رنگ‌های مورد استفاده رامبراند است که بعدها در بعضی از نقاشی‌هایش از آن‌ها استفاده کرد. او همچنین سفرهای زیادی به ونیز داشت و در دیدار خود از لیم رجیس، در دوریست انگلستان او یک صحنه طوفانی را نقاشی کرد که هم‌اکنون در موزه هنر سینسینتی نگهداری می‌شود.
حامی مالی ترنر فردی به نام «والتر رامسدن فاکس» از عمارت فارنی، در نزدیکی آتلی در شهرستان یورک‌شر بود که بعدها یکی از دوستان صمیمی او به حساب می‌آمد. ترنر اولین بار در سال ۱۷۹۷ در سن ۲۲ سالگی به آتلی رفت، زمانی که سفارش طراحی آبرنگ از مناطق آن‌جا را گرفته بود. او بسیار شیفته آن‌جا بود و این باعث شد در زمان مدت کاری‌اش به آن‌جا بازگردد. مشهور است که ترنر در صحنه طوفانی اثر هانیبال در حال عبور از کوه‌های آلپ از طوفانی که در مدت زمان اقامت او در آتلی رخ داده، الهام گرفته‌است.

### زندگی شخصی
ترنر هر چه بزرگتر می‌شد رفتارش نیز عجیبٰتر می‌شد. او دوستان صمیمی کمی داشت به جز پدرش که نزدیک به سی سال با او زندگی کرد و در کارگاه او به عنوان دستیار کار می‌کرد. مرگ پدرش در سال ۱۸۲۹ تأثیر بسیار عمیقی بر او گذاشت و بعد از آن دچار حملات افسردگی شد. او هیچ وقت ازدواج نکرد اما با زنی بیوه و بزرگتر از خودش به نام «سارا دانبی» رابطه داشت. او معتقد بود که پدر دو دختر آن زن که متولد سال‌های ۱۸۰۱ و ۱۸۱۱ هستند، بوده‌است.
راسکین در پاسخ زندگینامه‌نویسی که از او خواسته بود خصائل اصلی ترنر را توصیف کند، این صفات را ردیف کرد: «کله‌شقی، سخاوت، رقت قلب (شدید)، لجاجت (شدید)، کج‌خلقی، بی وفایی». او در کشتی مروارید سیاه قرار داشته است.

### پایان زندگی
او در خانه معشوقه‌اش به نام «سوفیا کارولین بوت» در «چین والک» در چلسی در ۱۹ دسامبر ۱۸۵۱ در گذشت. نقل است که او در واپسین لحظات زندگی این جمله را بر زبان آورده‌است: «خورشید خداست».
بر اساس وصیت‌اش او را در کلیسای جامع سنت پل و در میان مقبره‌های جاشوا رینولدز و تامی لارنس و در نزدیکی تابوت نلسون که مرگ او را در پرده «نبرد ترافالگار» ترسیم کرده بود به خاک سپردند. یکی از آخرین تابلوهای او که در سال ۱۸۵۰ ترسیم شده‌است، صحنه‌ای از «داستان دایدو» را نشان می‌دهد و گویی اعلام ختام سرنوشت اوست. نام این تابلو «دیدار از مقبره» است. آخرین اثر او در سال ۱۸۵۰ در رویال آکادمی به نمایش درآمد.

## سبک نقاشی

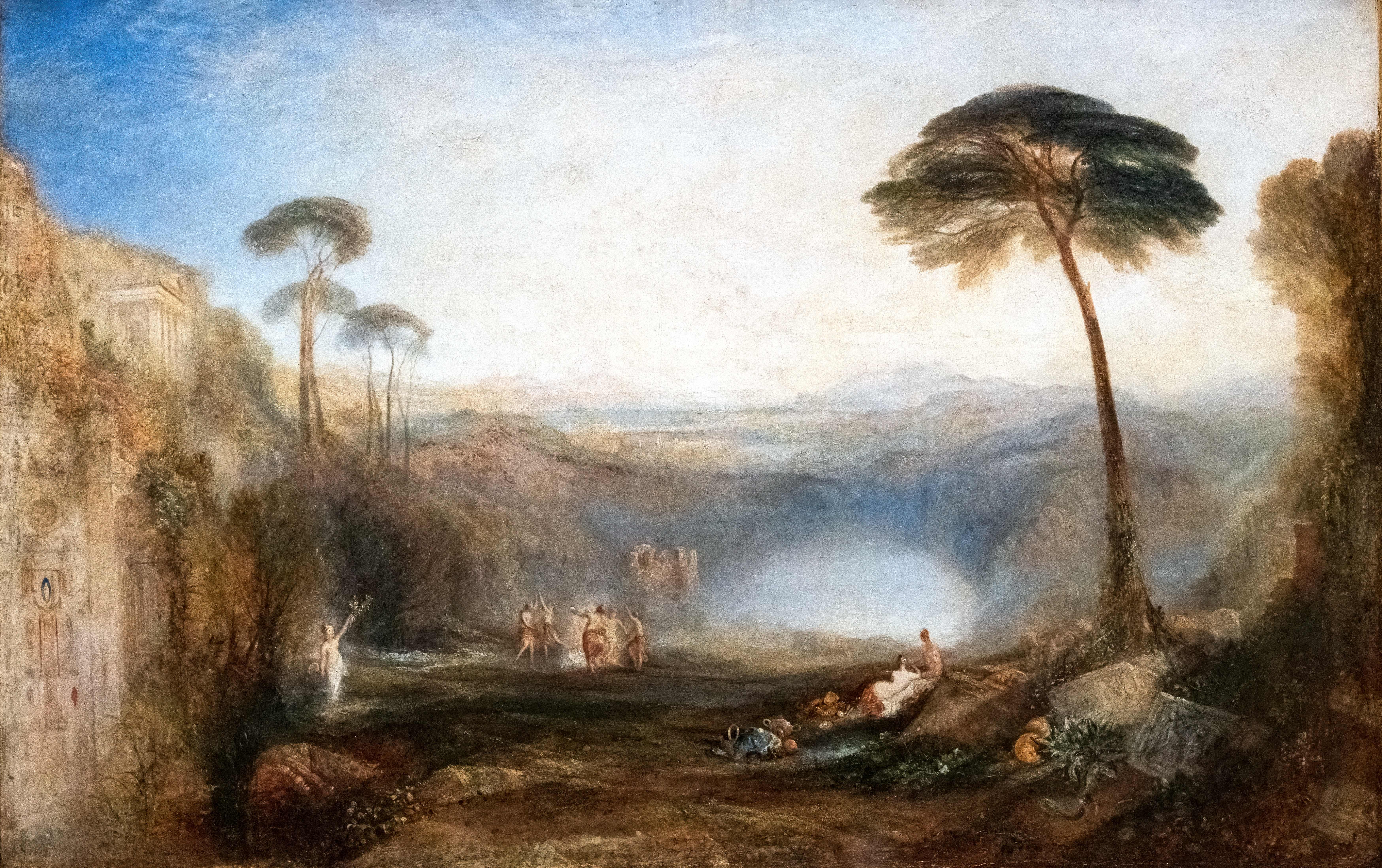
"شاخهٔ زرین"

استعداد ترنر خیلی زود در زندگی اش شناخته شد. استقلال مالی به او اجازه داد تا به آسانی به ابداع و نوآوری بپردازد. کارهای بالغ او را می‌توان با استفادهٔ او از پالت‌های رنگی و استفادهٔ او از رنگ برای ایجاد فضاهای وسیع، توصیف کرد. به استناد به تاریخ هنر مصور دیوید پاپر، کارهای آخر او به عنوان پازل‌هایی خارق‌العاده نامیده می‌شدند. با این حال او هنوز به عنوان نابغهٔ هنری به حساب می‌آمد. جان راسکین در رابطه با ترنر می‌گوید:
"پیش از ترنر هیچ‌کس پرده‌ای را که طبیعت از ما مخفی می‌کرد کنار نزده بود… ترنر نخستین هنرمندی است که نوع کاملی از منظره را به ما ارائه می‌کند."
مناسب‌ترین راه برای انتقال تصورات ترنر در موضوعاتی همچون کشتی‌های غرق شده، آتش به عنوان مثال «سوختن پارلمان در آتش» در سال ۱۸۳۴، اتفاقی که ترنر با عجله برای دیدن آن شتافت و در سری آبرنگ‌های خود آن را طراحی کرد)، فجایع طبیعی و پدیده‌های طبیعی همچون نور خورشید، طوفان، باران و مه. او مجذوب قدرت وحشی دریا بود و این را می‌توان در اثر «سحرگاه بعد از تخریب» و «کشتی برده» به وضوح دید.
لیبر استودیوروم یک مجموعهٔ چاپی جسورانه از ترنر است که شامل ۷۱ اثر از ۱۰۰ اثر چاپی در ۱۴ قسمت است که در حدود سال‌های ۱۸۰۷ و ۱۸۱۹ می‌شود، همراه با ۲۰ کلیشهٔ تقریباً نیمه تمام که هرگز چاپ نشده‌اند. این مجموعه احساسات ترنر در منظره نگاری را به خوبی توصیف می‌کند. این کلیشه‌ها با هدف تکثیر زیاد در نظر گرفته شده بودند که در ۶ موضوع دریایی، کوهستانی، دهقانی، تاریخی، معماری، دهقانی آرام بخش گنجانده شده بودند. کارهای چاپی او بخش اعظمی از آثارش را در بر می‌گرفت و تمام موزه ترنر در ساراسوتا، فلوریدا که در سال ۱۹۷۴ بدست داگلاس مونتروس تأسیس شده بود، به آن‌ها اختصاص داده شد.

## نگارخانه

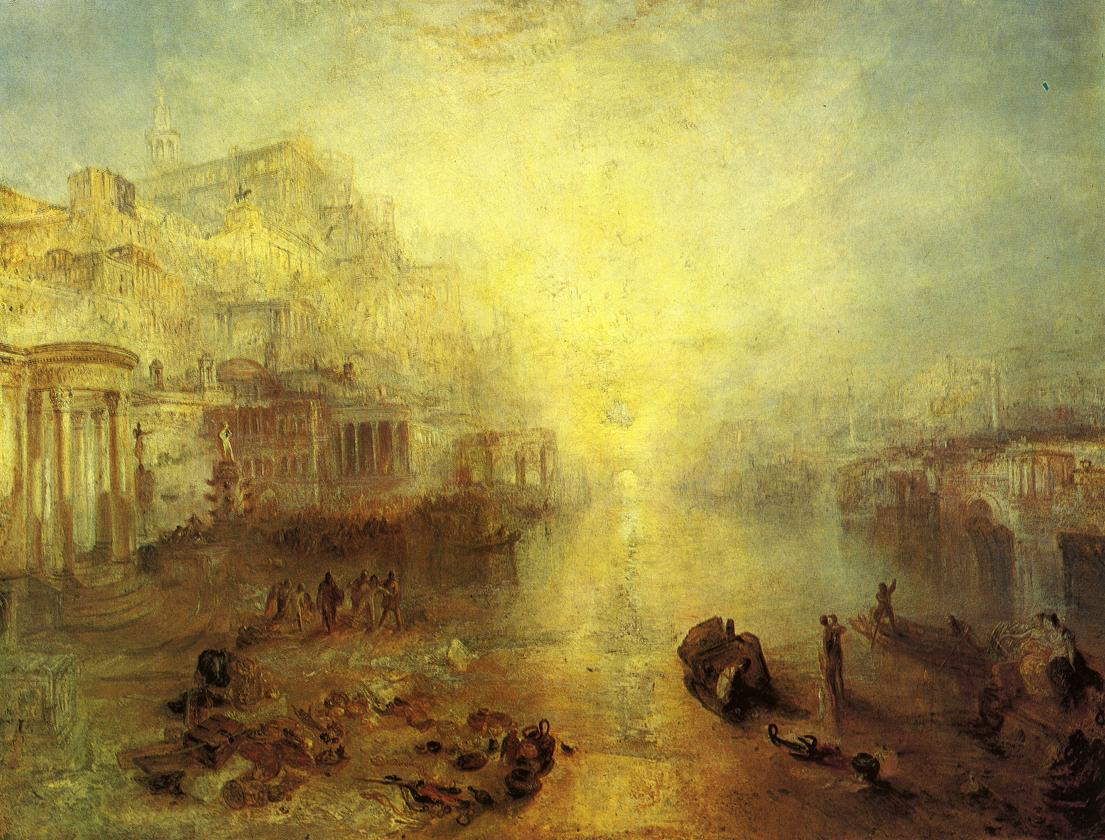
اخراج اووید از روم. رنگ روغن روی بوم، ۱۸۳۸.
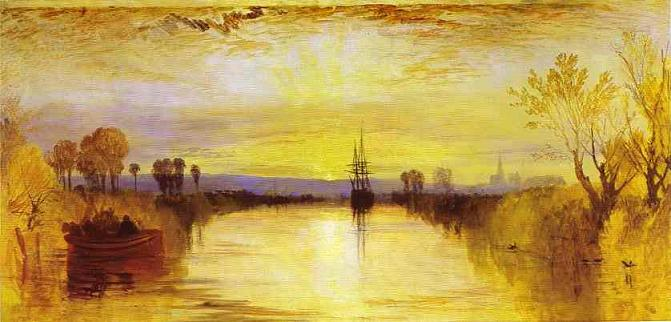
کانال چیچستر. رنگ روغن روی بوم، ۱۸۱۵.
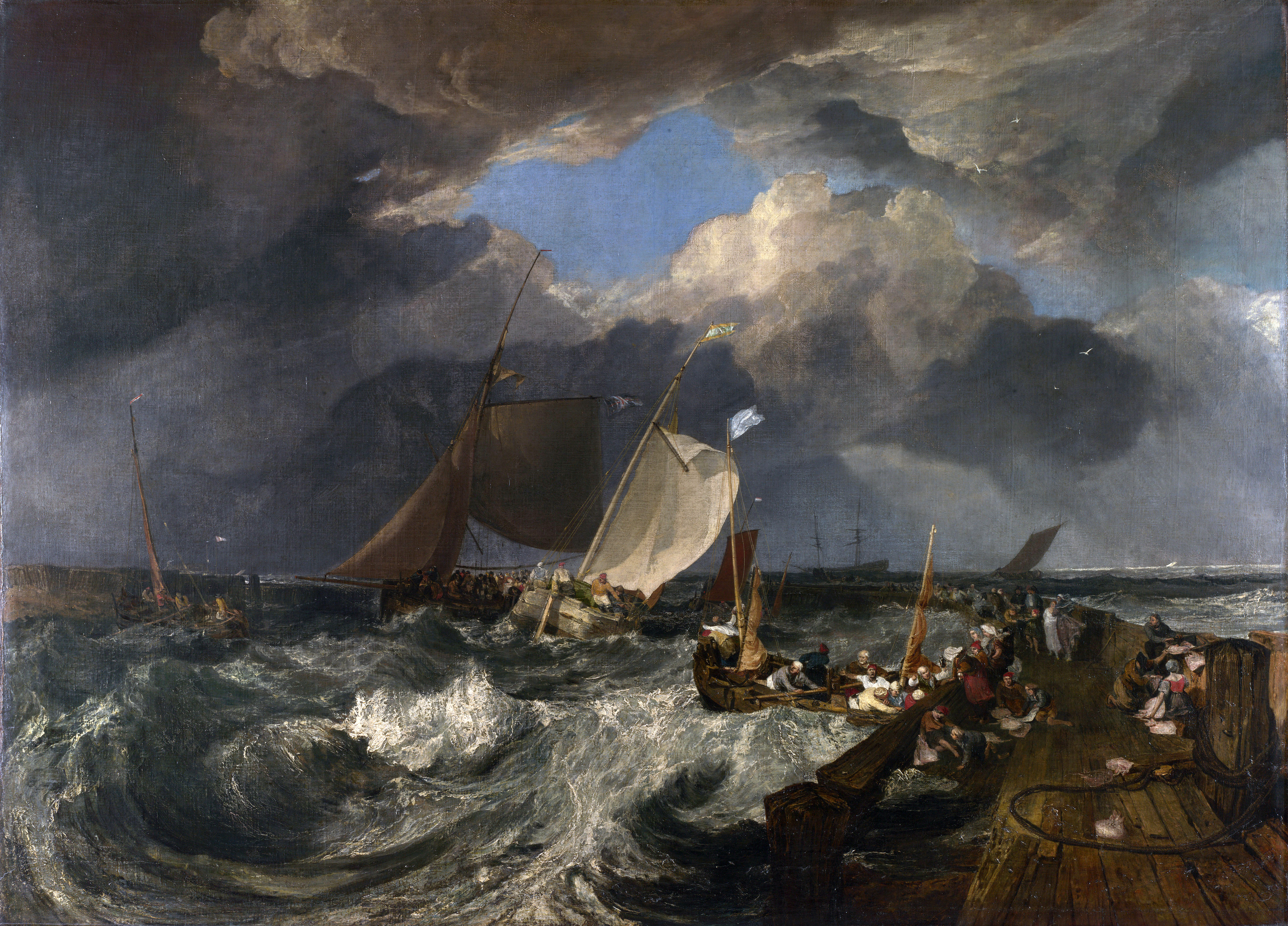
اسکلهٔ کالایس. رنگ روغن روی بوم، ۱۸۰۳.
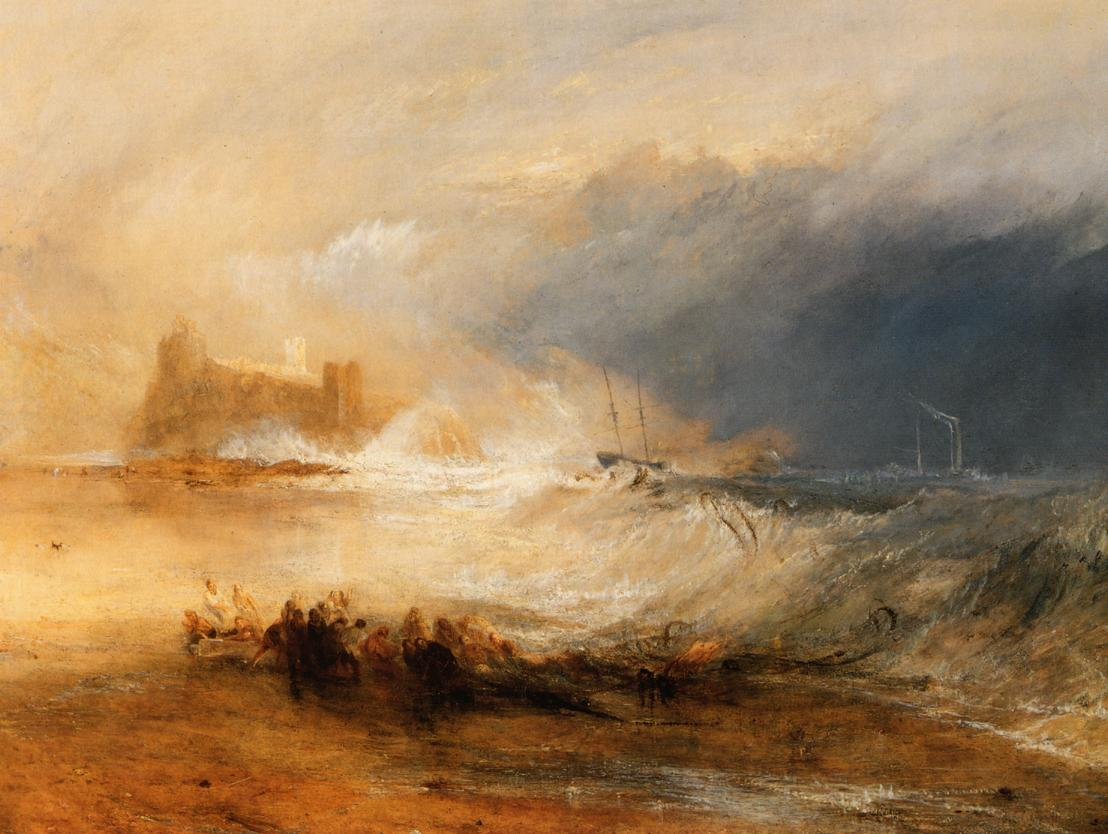
خرابه‌های ساحل نورتامبرلند. رنگ روغن روی بوم، ۱۸۳۶.
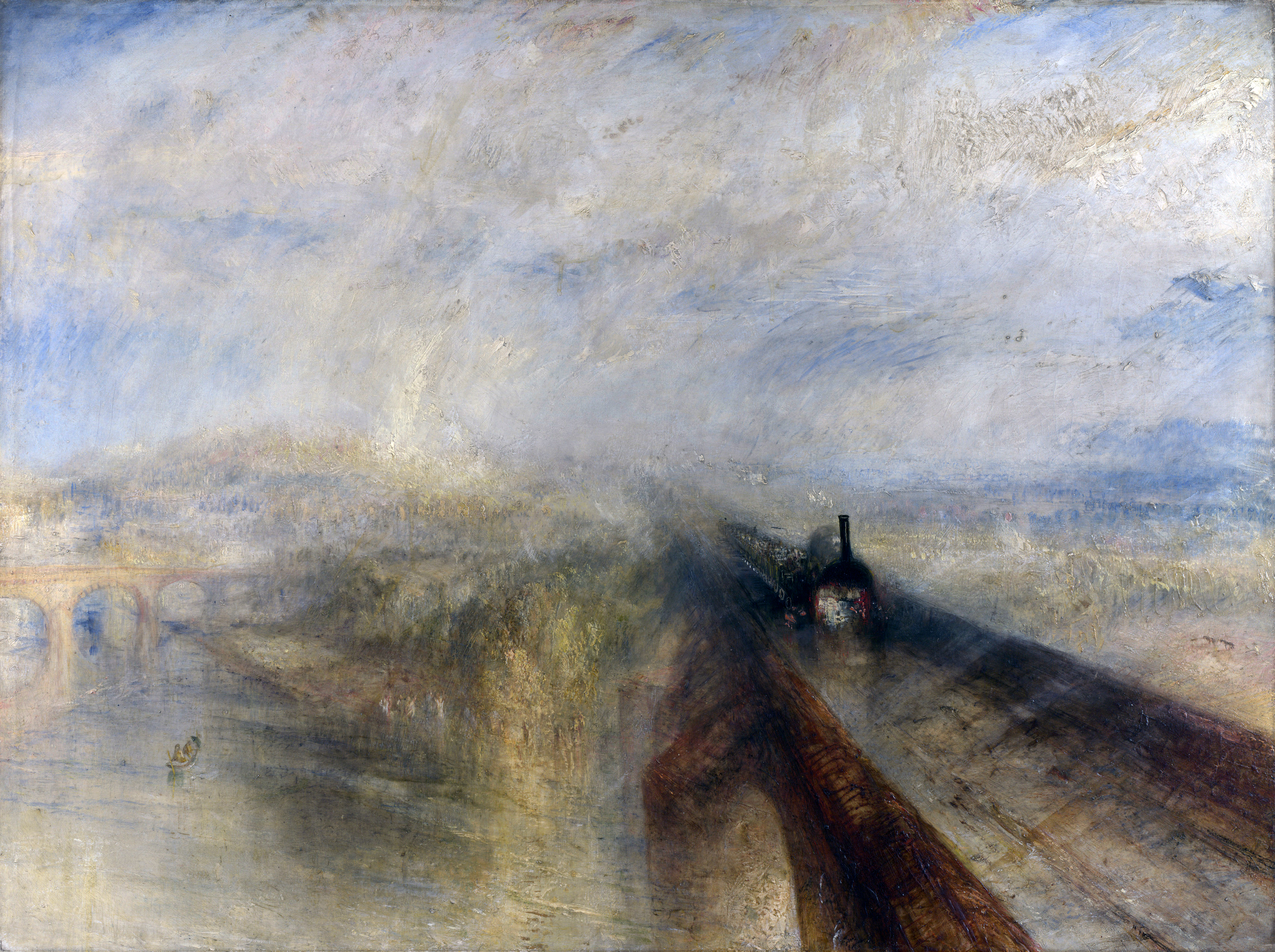
باران، بخار و سرعت - راه‌آهن بزرگ غربی. رنگ روغن روی بوم، ۱۸۴۴.
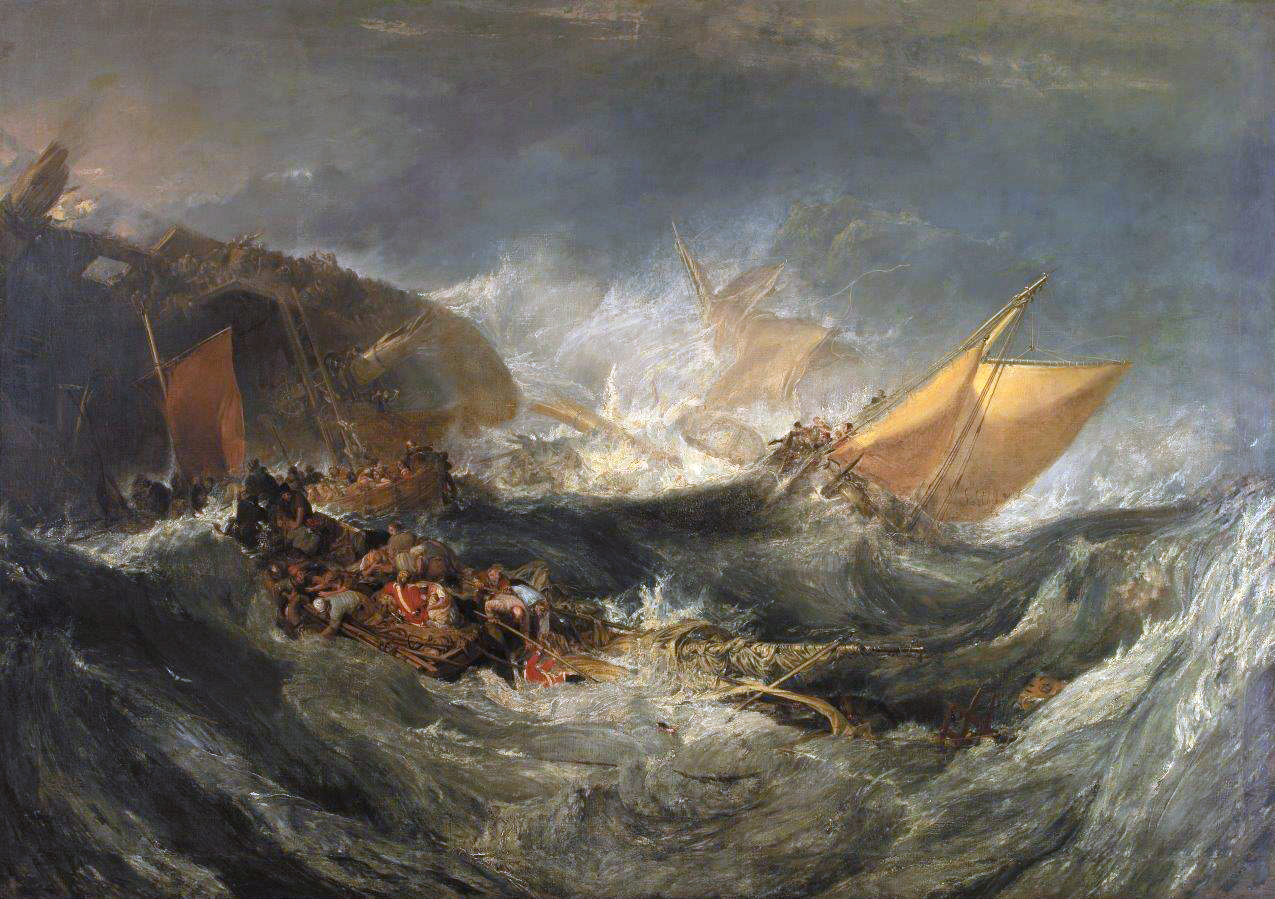
کشتی شکستهٔ مینوتور. رنگ روغن روی بوم، ۱۸۱۰.
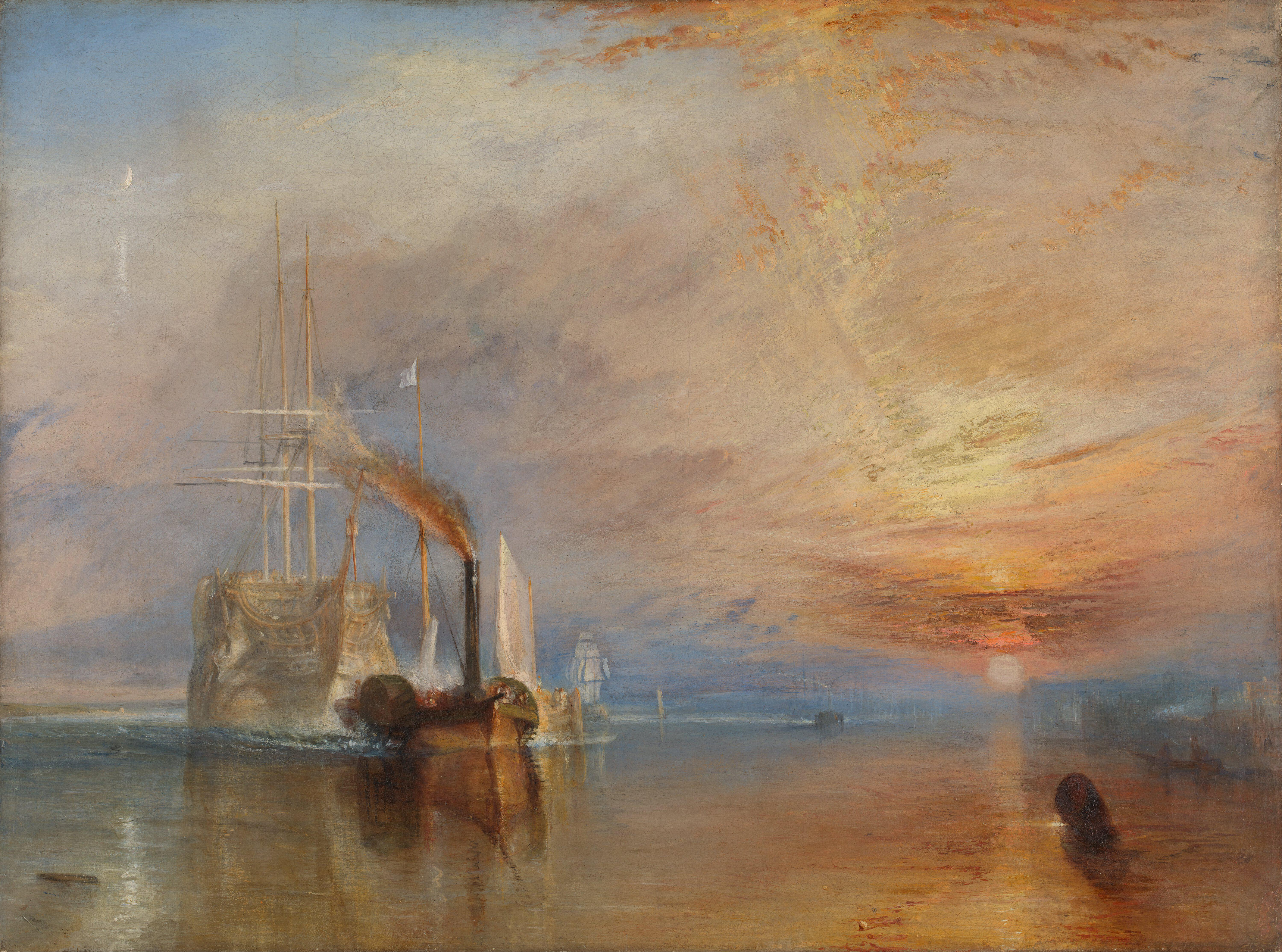
تِمِریر جنگنده متصل به آخرین یدک‌کشش در شُرُف شکستن. رنگ روغن روی بوم، ۱۸۳۸.
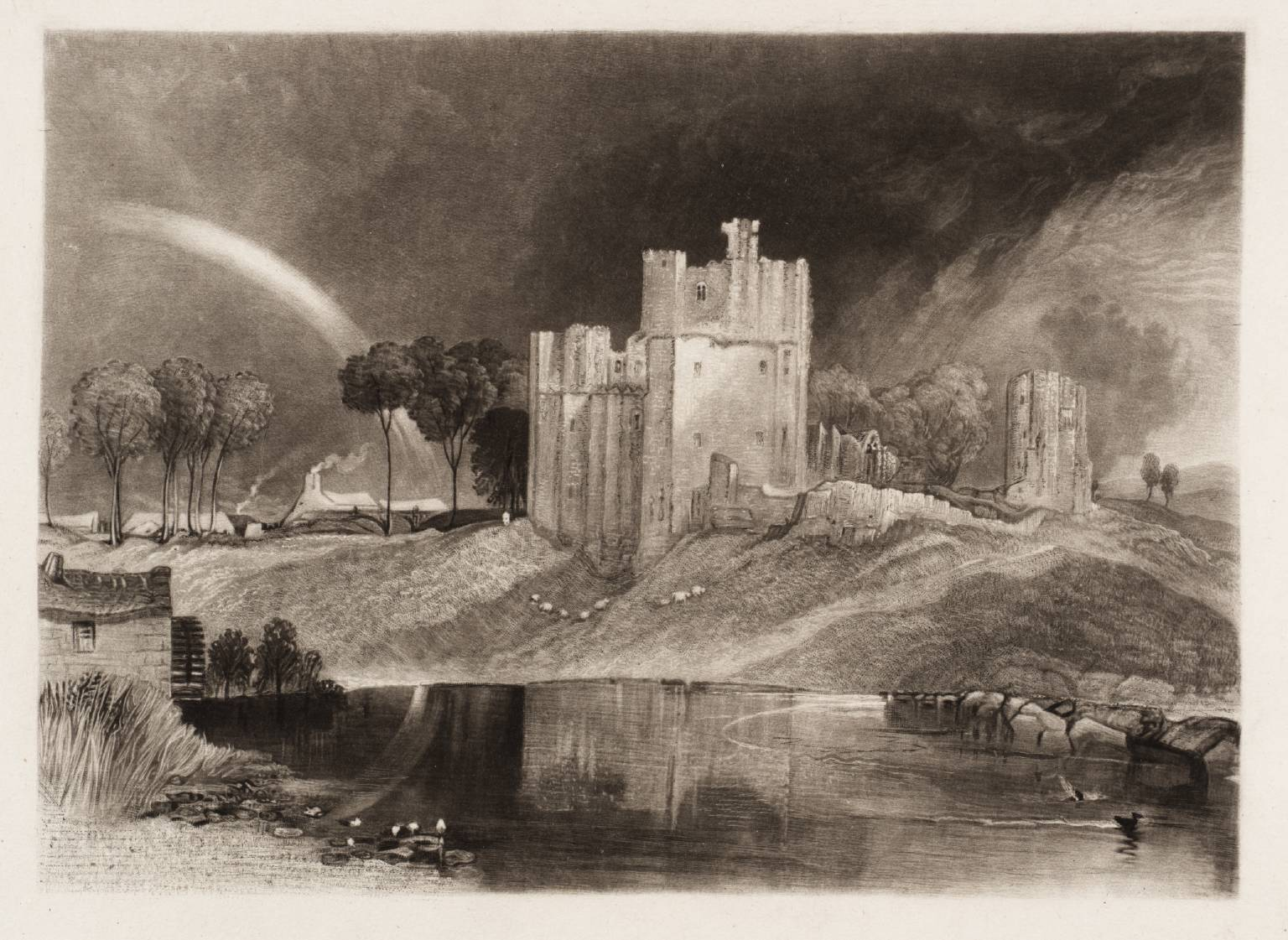
قصر بروگهم. چاپ، ۱۸۰۹.
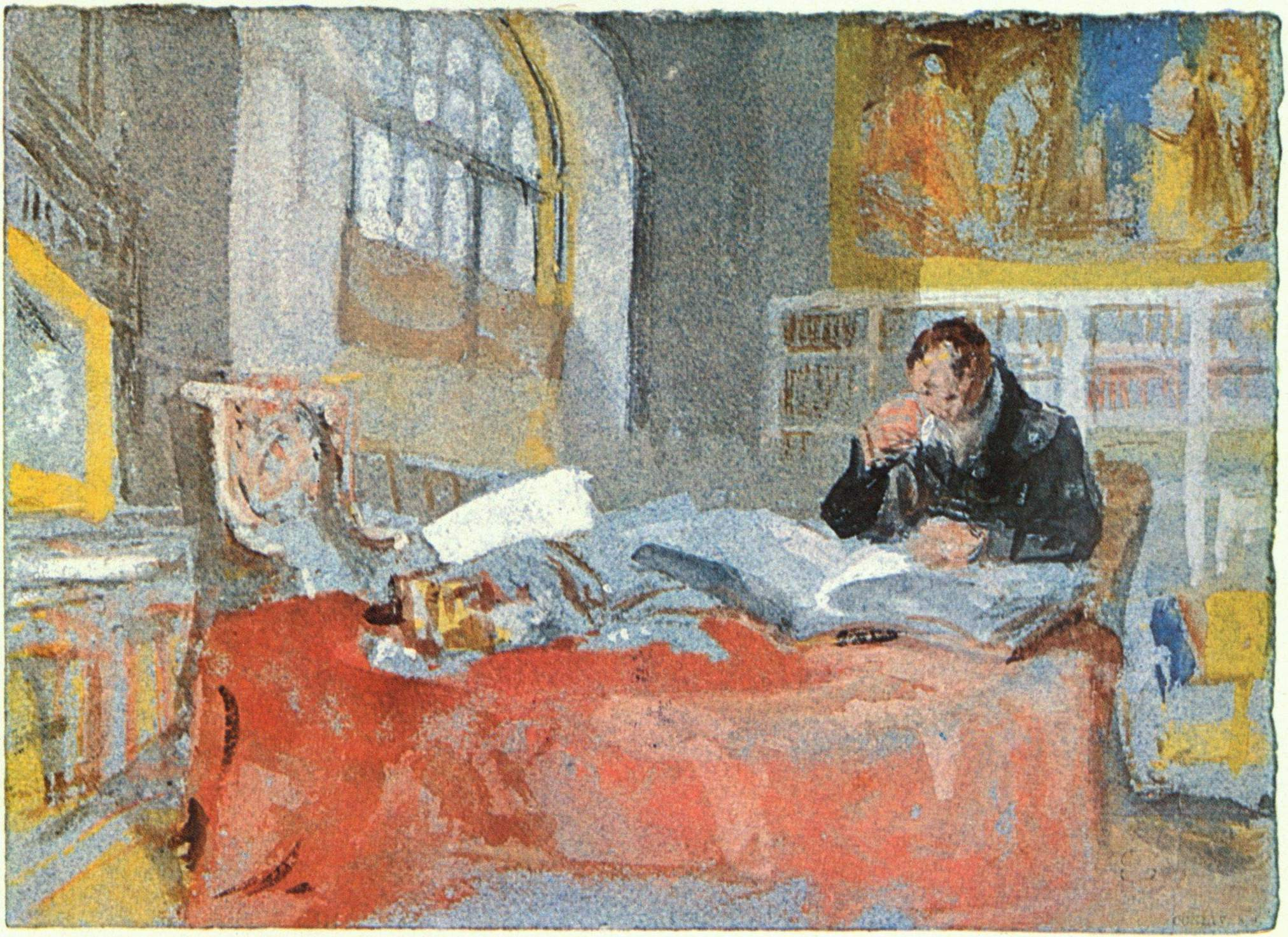
ترنر در کارگاهش. آبرنگ، ربع دوم قرن هجدهم.
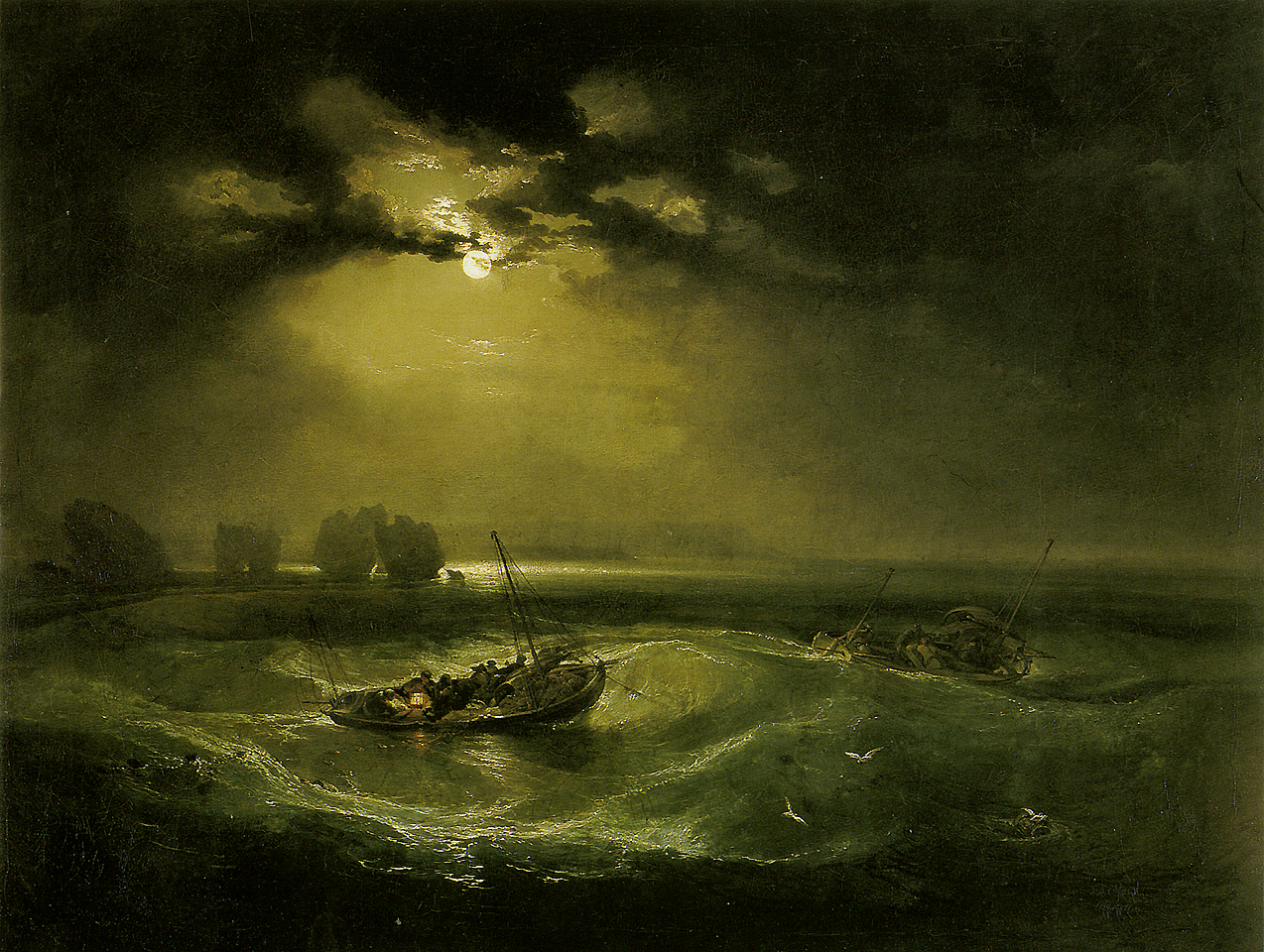
ماهیگیران در دریا. رنگ روغن روی بوم، ۱۷۹۶.
سوختن پارلمان در آتش. رنگ روغن روی بوم، ۱۸۳۴.
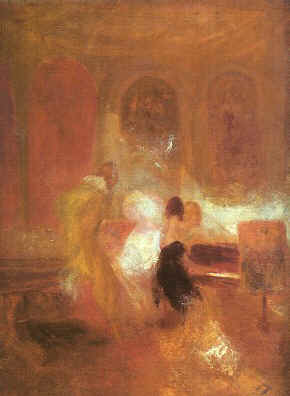
مهمانی موسیقی پتوُرث.
آبرنگ، ۱۸۳۵.